# Гнатишин Андрій

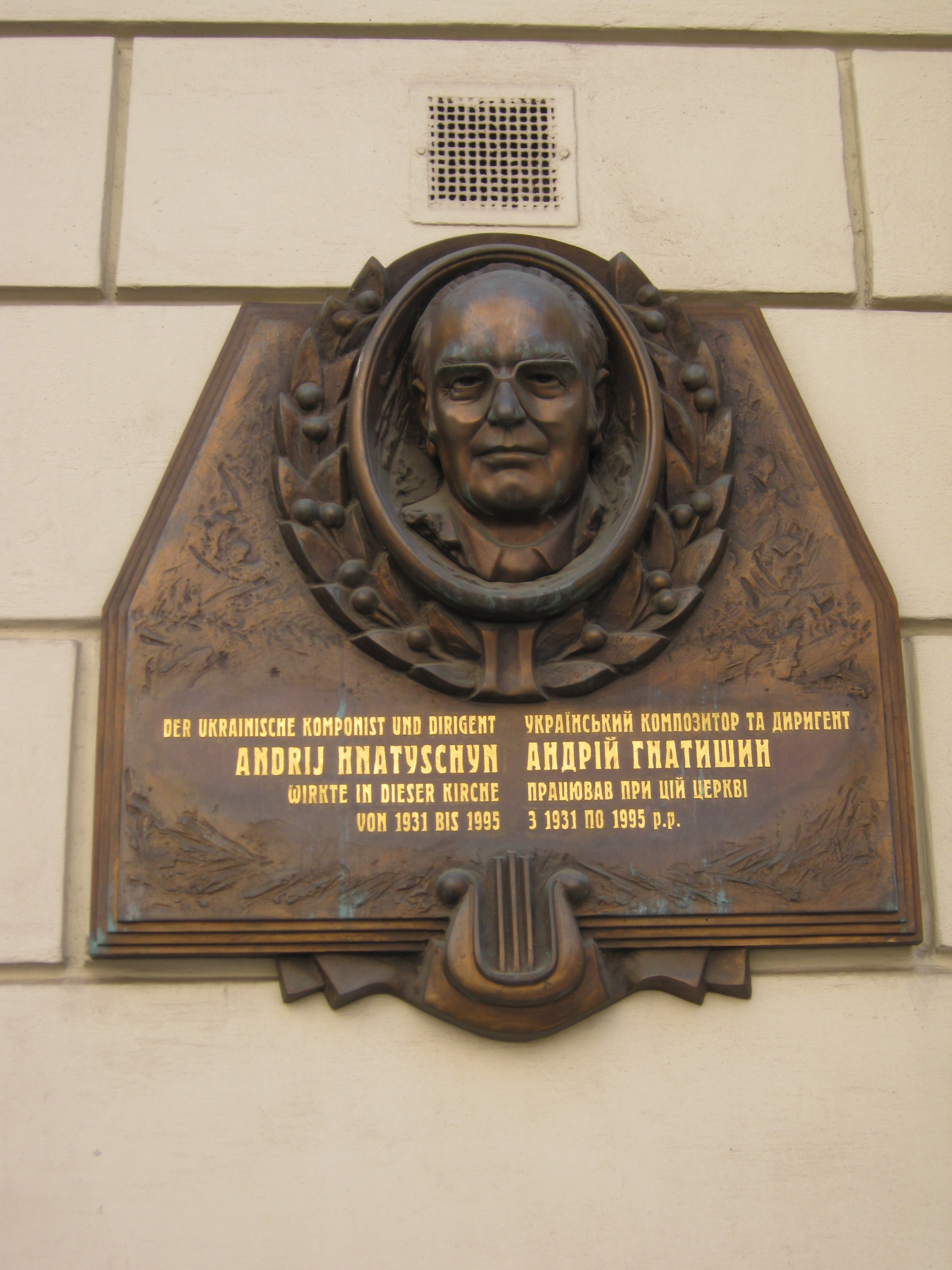
Меморіальна дошка Андрієві Гнатишину біля церкви Святої Великомучениці Варвари у Відні

Андрі́й Гнати́шин (26 грудня 1906, село Чижиків, нині Львівської області — 3 вересня 1995, Відень) — український композитор (автор та аранжувальник понад 200 музичних творів), диригент, музично-громадський діяч, керівник хору української католицької церкви св. Варвари у Відні, педагог. Професор (від 1963).

## Біографія
В історії музичної культури українських емігрантів Західної Європи помітне місце посідає постать Андрія Гнатишина, одного з найяскравіших представників української діаспори у Відні.
Навчався у Вищому музичному інституті імені Миколи Лисенка у Львові (класи Станіслава Людкевича, Галини Левицької, Бориса Кудрика). Закінчив у 1934 р. Нову Віденську консерваторію.
У Відні разом з композитором Богданом Веселовським опрацьовує ноти українських народних пісень у видавництві Бориса Тищенка.
З 1931 до 1995 року (з перервами) — керівник хору української церкви святої Варвари у Відні.

## Твори
- Опера «Олена» (1982) — за однойменним оповіданням Шашкевича.
- Опера «Бабусина пригода» (1988) — за казкою Олександра Олеся.
- «Українська сюїта» для симфонічного оркестру (1936).
- 15 літургій, інші церковні твори, кантати, хори (на слова Тараса Шевченка, Івана Франка, Олександра Олеся).
- Обробка народних пісень.
- Твори для фортепіано, скрипки, віолончелі.
- Українська пісня «Жита», музика — Андрій Гнатишин, слова — Олександр Олесь

## Нагороди
- Командорський хрест ордена Святого Сильвестра (Ватикан, 29 листопада 1984)[2]